# 33748 Davegault
33748 Davegault è un asteroide della fascia principale. Scoperto nel 1999, presenta un'orbita caratterizzata da un semiasse maggiore pari a 3,1874165 au e da un'eccentricità di 0,0950343, inclinata di 6,55075° rispetto all'eclittica.